# Chloromyxum leydigi
Chloromyxum leydigi is een microscopische parasiet uit de familie Chloromyxidae. Chloromyxum leydigi werd in 1890 beschreven door Mingazzini. 